# Tocoyena pendulina
Tocoyena pendulina là một loài thực vật có hoa trong họ Thiến thảo. Loài này được Spruce ex Standl. miêu tả khoa học đầu tiên năm 1931.